# Friedrich König
Friedrich König (ur. 19 marca 1933 w Wiedniu, zm. 8 kwietnia 2022 tamże) – austriacki polityk, ekonomista i prawnik, parlamentarzysta krajowy, deputowany do Parlamentu Europejskiego IV kadencji.

## Życiorys
Absolwent Hochschule für Welthandel oraz prawa na Uniwersytecie Wiedeńskim. Pracował w przedsiębiorstwach państwowych, a także w branży turystycznej. Zaangażował się w działalność polityczną w ramach Austriackiej Partii Ludowej. W latach 1960–1972 pełnił funkcję prezesa jej organizacji młodzieżowej Junge Volkspartei. W 1973 został członkiem zarządu wiedeńskiej ÖVP, a w latach 1986–1990 zasiadał w zarządzie federalnym partii.
Od 1970 do 1999 (z przerwami w latach 1995–1996) był posłem do Rady Narodowej XII, XIII, XIV, XV, XVI, XVII, XVIII, XIX i XX kadencji. W latach 1986–1990 przewodniczył klubowi poselskiemu ludowców, a od 1990 do 1994 reprezentował austriacki parlament w Zgromadzeniu Parlamentarnym Rady Europy. Od 1995 do 1996 sprawował mandat eurodeputowanego IV kadencji w ramach delegacji krajowej.
Odznaczony Wielką Złotą oraz Wielką Złotą z Gwiazdą Odznaką Honorową za Zasługi dla Republiki Austrii, a także Wielkim Krzyżem Zasługi z Gwiazdą Orderu Zasługi Republiki Federalnej Niemiec.